# Hapoel Lublin
Hapoel Lublin (hebr. ‏מועדון ספורט פועלים יהודי הפועל לובלין‎) – żydowski klub piłkarski z siedzibą w mieście Lublin, działający w latach 1927–1939.

## Historia
Chronologia nazw:
- 1927: Ż.R.K.S. [Żydowski Robotniczy Klub Sportowy] Hapoel Lublin
- 1939: klub rozwiązano

Żydowski Robotniczy Klub Sportowy Hapoel został założony w Lublinie w 1927 lub – według innych źródeł – w 1929 roku przez społeczność żydowską w wyniku przekształcenia amatorskiej drużyny piłkarskiej Neszer (hebr. נֶשֶׁר, pol. Orzeł). Nazwa klubu tłumaczona na polski jako "Robotnik" (hebr. הפועל, Hapoel). Organizacja była związana z partią Poalej Syjon Prawica. Lubelska drużyna była pierwszym w całej Polsce klubem z międzynarodowego stowarzyszenia Hapoel, a w swoim programie (łączącym wychowanie fizyczne i budowanie dumy narodowej) nawiązywała do statutu drużyny Hapoel z Palestyny. Podobnie jak wiele innych klubów z Lublina, Hapoel posiadał kilka drużyn piłkarskich, o czym świadczą dopiski w informacjach prasowych Hapoel II. Oprócz sekcji piłkarskiej szczególnie mocna w Hapoelu była drużyna tenisa stołowego, koszykówki oraz sekcje: lekkoatletyczna i kolarska. Oprócz działalności sportowej towarzystwo wykazywało się różnorodną aktywnością kulturalną – w piątkowe wieczory prowadziło świetlicę, przeglądy prasy oraz działania artystyczne i rozrywkowe. Początkowo siedziba Hapoela znajdowała się przy ulicy Staszica 22, w latach późniejszych natomiast przy ulicy Królewskiej 32.
W 1929 roku drużyna zadebiutowała w rozgrywkach Lubelskiego Okręgowego Związku Piłki Nożnej (LOZPN) w Klasie B, zajmując końcowe trzecie miejsce. Największe sukcesy sportowe klub odnosił w latach 1934-1935, kiedy rozgrywał mecze w klasie A LOZPN. W sezonie 1938/39 zespół zwyciężył w klasie i zdobył awans do Klasy A, ale na skutek wybuchu II wojny światowej - we wrześniu 1939 roku działalność klubu została zawieszona, zaś po jej zakończeniu już nigdy go nie reaktywowano..

## Barwy klubowe, strój, herb, hymn
|  |  |

Klub ma barwy czerwono-białe. Piłkarze domowe spotkania zazwyczaj grali w czerwono-białych strojach. Klub posługiwał się charakterystycznym logo przedstawiającym postać boksera wpisanego w sierp i młot.

## Sukcesy

### Trofea międzynarodowe
Nie uczestniczył w rozgrywkach europejskich (stan na 31-05-2024).

### Trofea krajowe
| \| \| Zdobyte trofea w rozgrywkach Polski (stan na: 31-05-2024) \| |                                                           |      |          |
| Rozgrywki                                                          | Osiągnięcie                                               | Razy | Sezon(y) |
| Mistrzostwo                                                        | I miejsce                                                 | 0    |          |
| Mistrzostwo                                                        | II miejsce                                                | 0    |          |
| Mistrzostwo                                                        | III miejsce                                               | 0    |          |
| Puchar                                                             | zdobywca                                                  | 0    |          |
| Puchar                                                             | finalista                                                 | 0    |          |
| II liga                                                            | I miejsce                                                 | 0    |          |
| II liga                                                            | II miejsce                                                | 0    |          |
| II liga                                                            | III miejsce                                               | 0    |          |
| II liga                                                            | 4. miejsce                                                | 1    | 1934     |
| Polska                                                             | Zdobyte trofea w rozgrywkach Polski (stan na: 31-05-2024) |      |          |

- Lubelska Klasa B
  - mistrz (3): 1933, 1937/38, 1938/39
  - wicemistrz (2): 1930, 1932 (gr.Lublin)
  - 3. miejsce (1): 1929

## Poszczególne sezony

### Rozgrywki międzynarodowe

#### Europejskie puchary
Klub nie uczestniczył w rozgrywkach europejskich.

### Rozgrywki krajowe
| \| Polska \| Bilans występów klubu w rozgrywkach piłkarskich Polski (Stan na 31 maja 2024 r.) \| \| |                                                                                  |        |       |   |   |   |    |    |     |                      |        |        |      |
| Poziom                                                                                              | Rozgrywki                                                                        | Sezony | Mecze | Z | R | P | B+ | B– | Pkt | Lata                 | Awanse | Spadki | Naj. |
| I                                                                                                   | Liga                                                                             | 0      |       |   |   |   |    |    |     |                      |        |        |      |
| II                                                                                                  | Klasa A / Liga Okręgowa                                                          | 2      |       |   |   |   |    |    |     | 1934–1935            | 0      | 1      | 4    |
| III                                                                                                 | Klasa B / Klasa A                                                                | 9      |       |   |   |   |    |    |     | 1926–1933, 1936–1939 | 1      | 0      | 1    |
| IV                                                                                                  | III liga / Klasa C / Klasa B                                                     | 0      |       |   |   |   |    |    |     |                      |        |        |      |
| | Puchar Polski                                                                    | 0      |       |   |   |   |    |    |     |                      |        |        |      |
| Polska                                                                                              | Bilans występów klubu w rozgrywkach piłkarskich Polski (Stan na 31 maja 2024 r.) |        |       |   |   |   |    |    |     |                      |        |        |      |

## Struktura klubu

### Stadion
Klub nie miał swojego stadionu. Drużyna rozgrywała swoje mecze domowe w Lublinie na stadionie przy ul. Okopowej, który był terenem należącym do wojska poprzez Urząd Wychowania Fizycznego i Przysposobienia Obronnego. 

## Kibice i rywalizacja z innymi klubami

### Derby
- Hakoah Lublin
- Jardenia Lublin (Szomryja)
- Jutrznia Lublin
- Makkabi Lublin
- Sztern Lublin (Gwiazda)
- Wieniawa Lublin
- ŻAKS Lublin
- AZS Lublin (Sparta)
- HKS Lublin (Grot)
- KS Lublinianka
- Plage i Laśkiewicz Lublin
- Sokół Lublin
- Strzelec Lublin
- WKS Lublin